# Tiruchirappalli (Distrikt)
Der Distrikt Tiruchirappalli (Tamil: திருச்சிரப்பள்ளி மாவட்டம்), früher Trichinopoly, kurz Tiruchi oder Trichy, ist ein Distrikt des indischen Bundesstaates Tamil Nadu. Verwaltungszentrum ist das namensgebende Tiruchirappalli, die viertgrößte Stadt Tamil Nadus. Der Distrikt Tiruchirappalli hatte bei der Volkszählung 2011 eine Fläche von 4.509 Quadratkilometer und rund 2,7 Millionen Einwohner.

## Geografie

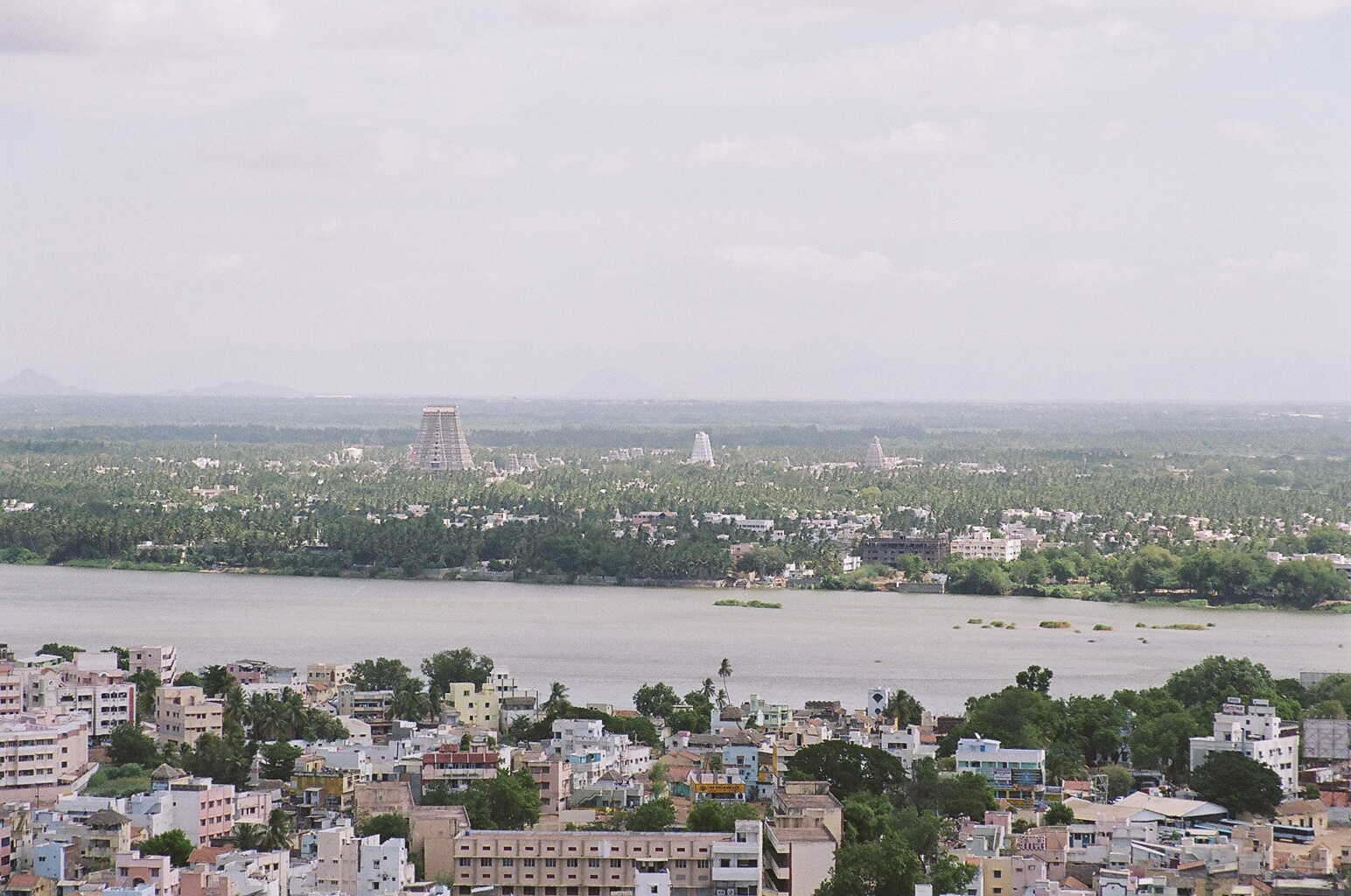
Der Kaveri-Fluss zwischen Tiruchirappalli und Srirangam

Der Distrikt Tiruchirappalli liegt im zentralen Binnenland Tamil Nadus. Nachbardistrikte sind Salem im Norden, Perambalur im Nordosten, Ariyalur im Osten, Thanjavur und Pudukkottai im Südosten, Sivaganga und Madurai im Süden, Dindigul im Südwesten, Karur im Westen sowie Namakkal im Nordwesten.
Die Fläche des Distrikts Tiruchirappalli beträgt 4.509 Quadratkilometer. Das Distriktgebiet wird vom Kaveri, dem größten Fluss Tamil Nadus, durchflossen, der auch über einen längeren Abschnitt die Grenze zum benachbarten Distrikt Karur markiert. Bei der Flussinsel Srirangam bei Tiruchirappalli teilt sich der Kaveri in zwei Mündungsarme, von denen einer den Namen Kaveri behält und der andere als Kollidam bekannt ist. Ein kleines Gebiet im Norden wird vom Fluss Vellar entwässert. Das Gebiet des Distrikts Tiruchirappalli ist größtenteils eben, nur vereinzelt erheben sich schroffe Felsen, wie jener auf dem Tiruchirappallis Wahrzeichen, das Rock Fort errichtet ist, aus der flachen Umgebung. Im Nordosten an der Grenze zum Distrikt Salem liegen die Pachaimalai-Berge, ein isolierter Ausläufer der Ostghats.
Im Distrikt Tiruchirappalli herrscht ein wechselfeuchtes Tropenklima vor. Die Jahresmitteltemperatur in Tiruchirappalli beträgt 28,8 °C, das Jahresmittel des Niederschlages liegt bei 860 mm. Die meisten Niederschläge fallen während des Nordostmonsuns zwischen Oktober und Dezember. Auch während des Südwestmonsuns im August und September kommt es zu Regenfällen.

## Geschichte

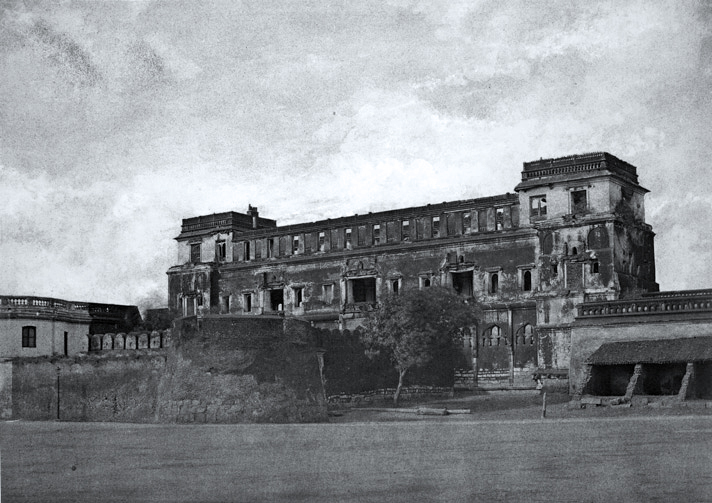
Palast der Nayaks von Madurai in Tiruchirappalli (Foto von 1858)

Uraiyur, heute in Vorort Tiruchirappallis, war die Hauptstadt der frühen Chola-Herrscher. Es wurde im 3. Jahrhundert v. Chr. in den Ashoka-Inschriften und im 2. Jahrhundert n. Chr. vom griechischen Geographen Claudius Ptolemäus als Orthura (Ὄρθουρα) erwähnt. Um die Mitte des 9. Jahrhunderts verlagerten die Cholas ihre Hauptstadt nach Thanjavur. Mitte des 13. Jahrhunderts kam das Gebiet des heutigen Distrikts unter die Herrschaft der Hoysalas und wenig später der in Madurai residierenden Pandyas. Anfang des 14. Jahrhunderts führte Malik Kafur, ein General des Sultans von Delhi, einen Feldzug nach Südindien und gründete das Sultanat Madurai. Auch das Gebiet des Distrikts Tiruchirappalli gehörte zu diesem kurzlebigen Staat, ehe es um 1372 vom Reich Vijayanagar erobert wurde. Nach dem Niedergang Vijayanagars kam Tiruchirappalli im 16. Jahrhundert unter die Herrschaft der Nayaks von Madurai, die von den Vijayanagar-Herrschern als Militärstatthalter eingesetzt worden waren und nun das entstandene Machtvakuum füllten (siehe Nayak-Dynastien). Mitte des 17. Jahrhunderts verlegte der Nayak-Herrscher Chokkanatha seine Hauptstadt von Madurai nach Tiruchirappalli. In den Wirren, die dem Ende der Nayak-Dynastie im Jahr 1736 folgten, kam Tiruchirappalli unter die Herrschaft der Nawabs von Arcot. In den Karnatischen Kriegen (1744–1763) kam es im Gebiet des heutigen Distrikts zu Kämpfen zwischen den Briten und Franzosen, die um die Vorherrschaft in Südindien rangen, sowie deren Verbündeten. In der Folgezeit war Tiruchirappalli mehrfach Angriffen durch Hyder Ali, den Sultan von Mysore, und seinem Sohn Tipu Sultan ausgesetzt. 1801 annektieren die Briten das Herrschaftsgebiet der Nawabs von Arcot.
Nachdem das Gebiet zu einem Teil Britisch-Indiens geworden war, wurde es als Distrikt Trichinpoly (Tiruchirappalli) in die Präsidentschaft Madras eingegliedert. Der Distrikt umfasste anfangs das Gebiet der heutigen Distrikte Tiruchirappalli, Karur, Perambalur und Ariyalur. Nach der indischen Unabhängigkeit wurde ferner der aufgelöste Fürstenstaat Pudukkottai dem Distrikt Tiruchirappalli zugeschlagen. 1956 kam der Distrikt im Zuge des States Reorganisation Act an den neuformierten Bundesstaat Madras, der nunmehr die tamilischsprachigen Gebiete umfasste und 1969 in Tamil Nadu umbenannt wurde. In der Folgezeit verkleinerte sich der Distrikt Tiruchirappalli durch die Gründung neuer Distrikte: 1974 wurde das Gebiet des ehemaligen Fürstenstaates Pudukkottai wieder aus dem Distrikt Tiruchirappalli gelöst, um mit einigen Gebieten aus dem Distrikt Thanjavur den neuen Distrikt Pudukkottai zu bilden. Am 1. Oktober 1995 wurde der Distrikt Tiruchirappalli in die drei Distrikte Tiruchirappalli, Karur und Perambalur aufgeteilt. Vom Distrikt Perambalur spaltete sich wiederum 2001 der Distrikt Ariyalur ab.

## Bevölkerung

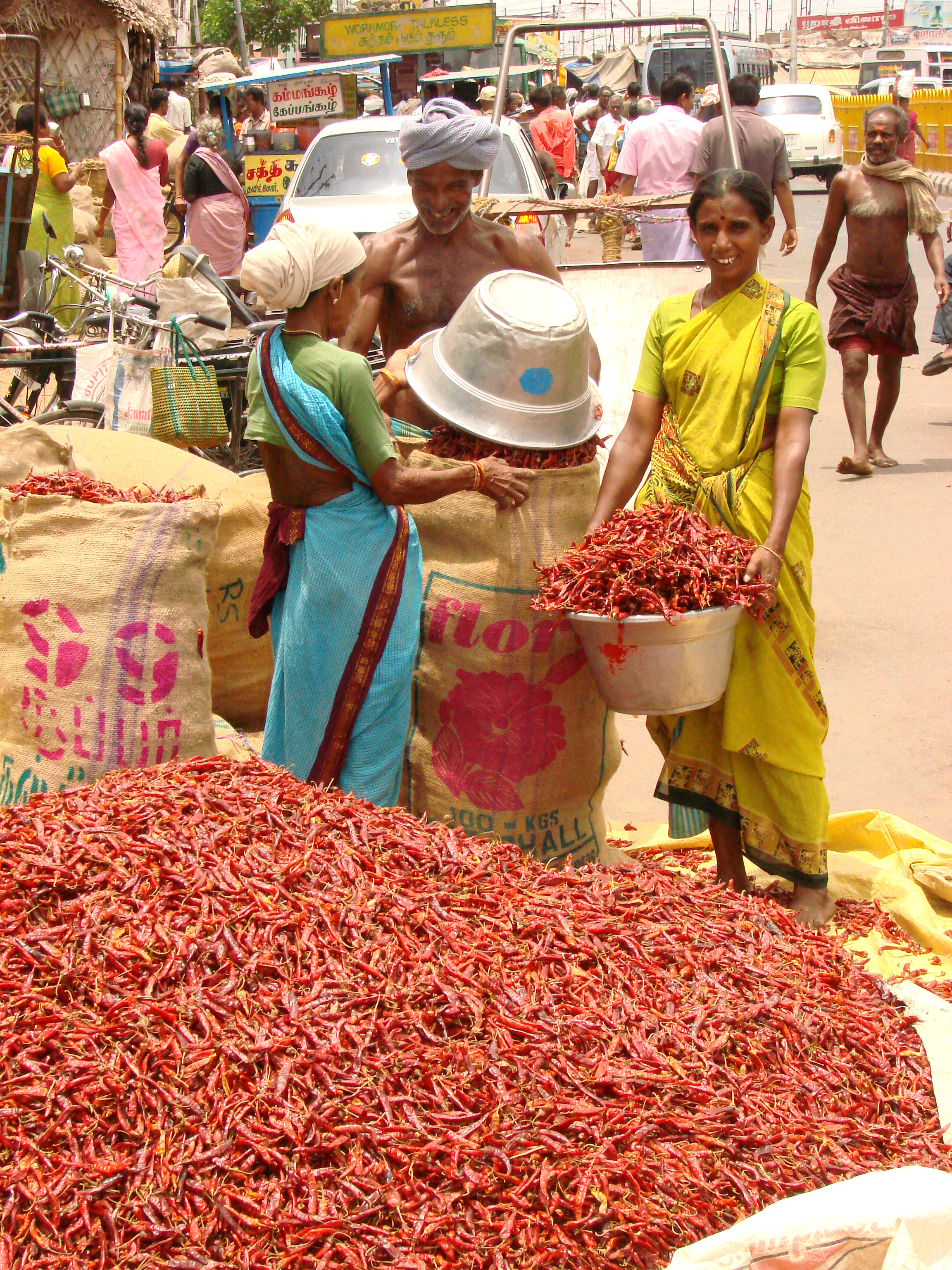
Chili-Verkäufer auf einer Straße in Tiruchirappalli

Bei der indischen Volkszählung 2011 hatte der Distrikt Tiruchirappalli 2.722.290 Einwohner. Die Bevölkerungsdichte lag mit 604 Einwohnern pro Quadratkilometer über dem Durchschnitt des Bundesstaates (555 Einwohner pro Quadratkilometer). Mit dem 850.000 Einwohner zählenden Tiruchirappalli gehörte die viertgrößte Stadt Tamil Nadus zum Distrikt. Insgesamt lebten 49 Prozent der Einwohner des Distrikts Tiruchirappalli in Städten. Der Urbanisierungsgrad entsprach damit dem Mittelwert Tamil Nadus (48 Prozent). 17 Prozent der Einwohner des Distrikts waren Angehörige registrierter niederer Kasten (Scheduled Castes). Die Alphabetisierungsquote lag mit 83 Prozent etwas über dem Durchschnitt des Bundesstaates (80 Prozent).
Die Mehrheit der Einwohner des Distrikts Tiruchirappalli sind Hindus. bei der Volkszählung 2011 machten sie 84 Prozent der Distriktbevölkerung aus. Daneben gab es Minderheiten von Christen (9 Prozent) und Muslimen (7 Prozent). Die Hauptsprache im Distrikt Tiruchirappalli ist wie in ganz Tamil Nadu das Tamil. Nach der Volkszählung 2001 wurde es von 95 Prozent der Einwohner des Distrikts als Muttersprache gesprochen. Daneben gab es kleinere Minderheiten von Sprechern des Telugu (3 Prozent) und des Urdu (1,5 Prozent).

## Verwaltungsgliederung
Der Distrikt Tiruchirappalli war 2011 in neun Taluks unterteilt:
| Taluk           | Hauptort        | Einwohner (2011) |
| --------------- | --------------- | ---------------- |
| Lalgudi         | Laldugi         | 254.865          |
| Manachanallur   | Manachanallur   | 192.869          |
| Manapparai      | Manapparai      | 375.370          |
| Musiri          | Musiri          | 231.655          |
| Srirangam       | Srirangam       | 207.494          |
| Thiruverumbur   | Thiruverumbur   | 225.517          |
| Thottiyam       | Thottiyam       | 135.120          |
| Thuraiyur       | Thuraiyur       | 200.548          |
| Tiruchirappalli | Tiruchirappalli | 850.073          |

## Siedlungen
Nach der Volkszählung 2011 gab es im Distrikt Tiruchirappalli eine Großstadt (Municipal Corporation), drei Städte mit eigener Stadtverwaltung (Municipalities), 17 nach dem Panchayat-System verwaltete Kleinstädte (Town Panchayats) und zehn Zensusstädte (Census Towns), außerdem 431 bewohnte Dörfer. Im Folgenden sind die Einwohnerzahlen nach der Volkszählung 2011 angegeben.
Municipal Corporation
- Tiruchirappalli (847.387)

Municipalities
- Manapparai (40.510)
- Thuraiyur (32.439)
- Thuvakudi (38.887)

Town Panchayats
- Balakrishnampatti (8.635)
- Kallakudi (11.604)
- Kattuputhur (10.933)
- Koothappar (15.943)
- Lalgudi (23.740)
- Manachanallur (25.931)
- Mettupalayam (7.681)
- Musiri (28.727)
- Ponnampatti (12.167)
- Pullampadi (10.241)
- Puvalur (7.905)
- S. Kannanur (13.073)
- Sirugamani (10.743)
- Thathaiyangarpet (12.980)
- Thiruverumbur (23.156)
- Thottiyam (14.909)
- Uppiliapuram (7.705)

Zensusstädte
- Ellakkudy (16.244)
- Krishnasamudram (13.146)
- Kulathur (11.083)
- Nagamangalam (5.785)
- Navalpattu (16.788)
- Palaganangudy (13.469)
- Pappankurichi (24.023)
- Pichandarkovil (17.257)
- Thalakudi (5.740)
- Valavandankottai (9.202)